# Theo Jörgensmann
Theo Jörgensmann (født 29. september 1948), er en tysk klarinettist, orkesterleder og komponist.
Han regnes blandt de førende klarinetspillere i Free Jazz.
Foruden sin let genkendelige personlige klang er han ogsâ kendt for at have inddraget inspiration fra mange forskellige musikalske stilarter i sin musik (Hardbop, New Music, Folk Music). Blandt de mange musikere, som Jörgensmann har spillet sammen med, kan nævnes : Perry Robinson, Bobo Stenson, Kenny Wheeler, Barre Phillips og Lee Konitz. I 2003 damnede Jörgensmann Trio Oles Jörgensmann Oles samen med den polske musikere Marcin Oles og Bartlomiej Oles. Siden 2008 han spiller i en Trio Hot med Albrecht Maurer, violin og Peter Jacquemyn, bass

## Diskografi
- Clarinet Summit Clarinet Summit (2017), med Perry Robinson, Gianluigi Trovesi, Bernd Konrad, Annette Maye, Sebastian Gramss, Albrecht Maurer und Günter "Baby" Sommer.
- Contact 4tett Loud Enough To Rock The Kraut (2015)
- Theo Jörgensmann Bucksch (2014)
- Theo Jörgensmann/Albrecht Maurer Melencolia (2011)
- Trio Hot: Jink med Albrecht Maurer, Peter Jacquemyn (2008)
- Theo Jörgensmann: Fellowship med Charlie Mariano, Karl Berger, Kent Carter (2005)
- Oles Jörgensmann Oles: Directions med Marcin Oles, Bartlomiej Oles (2005)
- Oles Jörgensmann Oles: miniatures (2003)
- Theo Jörgensmann Quartet: Hybrid Identity (2002)
- Theo Jörgensmann, Eckard Koltermann: Pagine Gialle (2001)
- Theo Jörgensmann, Albrecht Maurer: European Echoes med Barre Phillips, Bobo Stenson (1999)
- Theo Jörgensmann Quartet: Snijbloemen (1999)
- Theo Jörgensmann Quartet: ta eko mo (1998)
- Theo Jörgensmann Werkschau Ensemble: aesthethik direction (1993)

## Æresbevisninger
- Kunstförderpreis der Stadt Aachen (1980)
- Kulturpreis der Stadt Bottrop (1991)